# Jacques Petiteau
Jacques Petiteau (* 23. September 1955 in Vern-d’Anjou) ist ein ehemaliger französischer Fußballspieler, späterer Fußballtrainer und aktuell der Verantwortliche für die Spielerrekrutierung des Vereins SCO Angers. In seiner aktiven Zeit wurde er vorwiegend als Mittelfeldspieler eingesetzt; seit 1972 gehört er fast durchgehend dem SCO Angers an. Noch zu Beginn seiner Erwachsenenlaufbahn weigerte er sich einen Profivertrag zu unterschreiben und verblieb so für den Rest seiner aktiven Karriere als Amateurspieler. Dennoch kam er zu vereinzelten Einsätzen in der Profimannschaft des SCO Angers.

## Spielerkarriere

### Vom Dorfklub zum französischen Erstligisten
Der in Vern-d’Anjou, einer kleinen Gemeinde im Département Maine-et-Loire, geborene Petiteau begann seine aktive Karriere als Fußballspieler im Jahre 1963 bei seinem Heimatklub. Nachdem er dort mehrere Jahre aktiv war und dabei verschiedene Jugendspielklassen durchlief, schaffte er im Jahre 1972 den Sprung in die Nachwuchsabteilung des damaligen französischen Erstligisten SCO Angers. Dort kam er anfangs ausschließlich im Nachwuchs zum Einsatz, schaffte aber bald darauf den Sprung in die B-Mannschaft mit Spielbetrieb in der damaligen in sechs Gruppen aufgeteilten Drittklassigkeit sowie in die in den letzten Jahren zumeist ziemlich weit oben in der Tabelle mitspielenden Profimannschaft. Neben 14 Spielen und zwei Toren in der drittklassigen Gruppe Centre Ouest wurde Petiteau in dieser Spielzeit auch in den von César Pancho Gonzales trainierten Kader der Profimannschaft geholt und dort in zwei Ligapartien (Debüt bei einem Spiel gegen Olympique Lyon) eingesetzt. Als er sich kurz darauf weigerte einen Profivertrag zu unterschreiben wurde er auf weiteres in die B-Mannschaft des Klubs abgegeben, für die er fortan zum Einsatz kommen sollte.
Dort agierte er zwar ab der Saison 1975/76 konnte sich aber aufgrund seiner Einstellung nicht für die Profimannschaft, die zum Saisonende 1974/75 in die Division 2 abgestiegen ist, qualifizieren. So kam es für Petiteau und den SCO Angers B in den folgenden Jahren zu einem ständigen Wechseln der drittligainternen Gruppen. Nach 25 Einsätzen und einem Tor in der Gruppe Ouest in der Spielzeit 1975/76 folgten weitere 26 Meisterschaftseinsätze und zwei Treffer in der darauffolgenden Spielzeit 1976/77, in der man wieder in der Gruppe Centre-Ouest aktiv war. Gleich darauf wurde die Mannschaft für die Saison 1978/79 zum wiederholten Male in die Gruppe Ouest abgegeben, wo Petiteau sein für sich persönlich „torgefährlichstes“ Jahr feierte und in 26 absolvierten Meisterschaftspartien drei Mal zum Torerfolg kam. Nach einem wiederholten Wechsel in die Centre-Ouest, in der er bei seinen 23 Einsätzen ein Tor erzielte, folgten auch fünf Ligaeinsätze, beim zur Fahrstuhlmannschaft gewordenen SCO Angers. Nachdem dieser 1974/75 den Abstieg in die Zweitklassigkeit antreten musste, stieg er zur Saison 1975/76 wieder in die Division 1 auf, anschließend gleich wieder ab, verbrachte die Saison 1977/78 abermals in der zweithöchsten Liga und schaffte es zum Saisonende zum wiederholten Male in die französische Erstklassigkeit. Obgleich er mit der Mannschaft in dieser Saison nur knapp den Klassenerhalt schaffte, wurde Petiteau danach ausschließlich in der B-Mannschaft eingesetzt.
1979/80 war die Mannschaft, die in dieser Saison in der Centre-Ouest verblieb und in keine andere Gruppe wechseln musste, über den gesamten Saisonverlauf erfolgreich. Petiteau war auf seiner Mittelfeldposition über die gesamte Saison als Stammspieler im Einsatz und absolvierte jedes der insgesamt 30 Ligaspiele, in denen ihm zwei Treffer gelangen. Bis zum Saisonende schaffte es die Mannschaft mit etwas Abstand auf die B-Mannschaft des FC Nantes auf den zweiten Tabellenrang ihrer Gruppe. Als Aufsteiger in die nächsthöhere Liga wurde allerdings der Drittplatzierte AS Libourne nominiert. Nach einem weiteren Wechsel in die Ouest nahmen die Einsätze des Mittelfeldakteurs deutlich ab, wobei er es auf lediglich 17 Meisterschaftseinsätze brachte, in denen der Torerfolg gänzlich ausblieb. Auch innerhalb der Liga erlitt man ein kleines Tief, als man lediglich auf dem zehnten Platz im Endklassement rangierte. Wie schon oft in der Vergangenheit folgte nach dem Saisonende ein weiterer Gruppenwechsel, wobei man zur Spielzeit 1981/82 abermals in der Centre-Ouest antrat. Dort reichte es allerdings nicht mehr für den Klassenerhalt, weshalb die Mannschaft auf dem vorletzten Platz den Weg in die Viertklassigkeit antreten musste. Petiteau war in dieser Spielzeit in 19 Drittligapartien im Einsatz, erzielte dabei zwei Tore und war auch in acht Partien der zu dieser Zeit in der Division 2 spielenden Profimannschaft aktiv.

### Nach sporadischen Einsätzen bei den Profis zurück zu den Amateuren
Obgleich noch immer im Kader der B-Mannschaft kam Petiteau in der Spielzeit 1982/83 vermehrt in der Profimannschaft zum Einsatz. Neben 21 Meisterschaftseinsätzen kam er in dieser Saison auch zu seinem ersten und bis zu seinem Karriereende als Aktiver auch einzigen Profiligatreffer. Zudem absolvierte er in dieser Saison auch seinen einzigen Einsatz im französischen Fußballpokal, der für ihn jedoch nicht sehr ruhmreich verlief und mit einer roten Karte endete. Doch auch die Mannschaft schaffte es dabei nicht über das Zweiunddreißigstelfinale hinaus, das man mit 0:1 gegen EA Guingamp verlor. In der Saison 1983/84 stand Petiteau zwar im Profikader, wurde aber ausschließlich bei den Amateuren in der Viertklassigkeit eingesetzt. Zur Spielzeit 1984/85 wurde der Mittelfeldspieler zum letzten Mal für die Profimannschaft eingesetzt und überstand mit der Mannschaft nur knapp den Abstiegskampf, nachdem man bereits in den letzten Jahren zum Saisonschluss vorwiegend am Tabellenende angesiedelt war. Danach folgten bis zu seinem Karriereende als Aktiver am Ende der Saison 1987/88 ausschließlich Einsätze in der B-Mannschaft, die er zum Saisonende der Spielzeit 1987/88 nach mehrjähriger Abwesenheit zurück in die Drittklassigkeit führte. Nachdem er bereits einige Jahre als Jugendtrainer erfolgreich war, kam er in der Saison 1990/91 in einem einzigen Spiel der B-Mannschaft zu seinem letzten Meisterschaftseinsatz.

## Trainerkarriere und weitere Laufbahn
Im Jahre 1988, laut eigenen Angaben auch 1989, begann Petiteau seine Laufbahn als Fußballnachwuchstrainer und war dabei knapp zwei Jahrzehnte lang als Nachwuchstrainer bei seinem Stammklub SCO Angers im Einsatz. Dabei trainierte er zumeist die Altersgruppen U-16, U-17 und U-18. Im Jahre 2004 beendete er seine Karriere als Jugendtrainer und stieg bald darauf ins Management des Klubs ein, wo er derzeit (Stand: Saison 2010/11) als Vereinsfunktionär die Spielerrekrutierung des SCO Angers leitet. Parallel zu seiner Nachwuchsarbeit  ist/war er bei einer französischen Bank angestellt.

## Erfolge
- 1× Vizemeister der Division 3 – Gruppe Centre-Ouest: 1979/80
- 1× Aufstieg in die Division 3: 1987/88